# BBC World Service
Би-Би-Си ворлд сервис (енгл. BBC World Service, Би-Би-Си светски сервис) највећи је светски међународни емитер, који емитује вести, говор и дискусије на 28 језика у многим крајевима света преко аналогних и дигиталних краткоталасних платформи, преноса преко интернета, поткастинга, сателита, ФМ и  релеја. Пријављено је да је светски сервис имао 188 милиона слушалаца недељно просечно у јуну 2009. Не емитује рекламе, и сервис на енглеском језику се емитује 24 сата дневно.
Светски сервис је био финансиран преко додељивања помоћи Стране и Комонвелт канцеларије Британске владе до 1. априла 2014, када је финансирање пребачено на обавезну ТВ претплату која је обавезна за сва домаћинства у Уједињеном Краљевству које користи телевизију да гледа програме који се емитују.
Би-Би-Си светски сервис је покровитељ Радио академије. Директор Светског сервиса је Питер Хорокс.

## Историја
Би-Би-Си-јев Светски сервис је покренут као Би-Би-Си емпајер сервис 1932. као краткоталасни сервис који је био намењен углавном говорницима енглеског језика у испоставама Британске империје. У својој првој Божићној поруци, краљ Џорџ  је рекао да је сервис био намењен „мушкарцима и женама, тако одвојеним снегом, пустињом или морем, да само гласови из ваздуха могу да стигну до њих“. Прва очекивања од Емпајер сервиса била су мала. Генерални директор, сер Џон Рајт (касније Лорд Рајт) рекао је на отварању програма: „Не очекујте превише у раним данима; неко време ћемо преносити упоредо једноставне програме, да дамо најбољу шансу разумној критици и да обезбедимо доказ у зависности од типа материјала најприкладнијег за сервис у свакој зони. Програми неће бити ни веома интересантни ни веома добри“. Овај говор је читан пет пута како је емитован уживо у различитим крајевима света.
Дана 3. јануара 1938, први сервис на страном језику, арапски, је почео са емитовањем. Немачки програми су започети 29. марта 1938. и до краја 1942. емитовано је на свим већим европским језицима. Као резултат, Емпајер сервис је преименован у Би-Би-Си прекоморски сервис новембра 1939, а Би-Би-Си Европски сервис је додат 1941. Ови сервиси, који нису били финансирани преко ТВ претплате, него од владе преко додељивања помоћи (из буџета Стране канцеларије), административно су били познати као Спољашњи сервиси Би-Би-Си-ја.
Спољашњи сервиси емитовали су пропаганду током Другог светског рата. Џорџ Орвел је преносио многе програме вести на Источном сервису током Другог светског рата.
До краја 1940-их, број језика који се користио проширен је и оцена критике је унапређена, пратећи отварање релеја у тадашњој Малезији и Лимасол релеја, на Кипру, 1957. године. Дана 1. маја 1965. сервис је узео своје садашње име Би-Би-Си светски сервис и сервису је проширен домет након отварања релеја на острву Асенсион 1966, који је служио афричким слушаоцима, уз већи сигнал и бољу препоруку, а и каснијим отварањем релеја на острву Масира.
Августа 1985, сервис је престао да се емитује по први пут када су радници штрајковали у протесту против одлуке Британске владе да забрани документарац у којем је био приказан интервју са Мартином МекГинисом Шина Фејна. Спољашњи сервиси су преименовани у Би-Би-Си Светски сервис 1988.
У скорије време, број и врста сервиса које је нудио Би-Би-Си су смањени због финансијских притисака. Услед почетка емитовања сервиса преко интернета, потреба за радио станицом је постала мање честа у земљама где становништво има лак приступ Би-Би-Си-јевим сајтовима са вестима на интернету. Пренос у Немачкој је обустваљен у марту 1999, након што је истраживање показало да је већина слушалаца из Немачке пратила енглеску верзију севиса. Емитовања на холандском, финском, француском за Европу, хебрејском, италијанском, јапанском и малајском обустављена су из сличних разлога.
25. октобра 2005. најављено је ће бити обустављено емитовање радио сервиса на бугарском, српско-хрватском, чешком, грчком, мађарском, казашком, пољском, словачком, словеначком, тајландском до краја марта 2006, како би се могло финансирати покретање информативних ТВ канала на арапски језикарапском и персијски језикперсијском језику 2007. Такође, емитовање на румунском окончано је 1. августа 2008.